# Achipteria coleoptrata
Achipteria coleoptrata är en kvalsterart som först beskrevs av Carl von Linné 1758.  Achipteria coleoptrata ingår i släktet Achipteria och familjen Achipteriidae.

## Underarter
Arten delas in i följande underarter:
- A. c. coleoptrata
- A. c. major